# 龙岗镇 (平昌县)
龙岗镇，是中华人民共和国四川省巴中市平昌县下辖的一个乡镇级行政单位。

## 行政区划
龙岗乡下辖以下地区：
灯塔村、高阳村、火箭村、金光村、乘风村、白山村、挺进村、利群村、宝坪村、沙坝村、佛耳村、浪楼村、龙岗寺村和金山场村。